# 莱奥·拉克鲁瓦
莱奥·拉克鲁瓦（法語：Léo Lacroix，1937年11月26日—），法国男子高山滑雪运动员。他曾代表法国参加1964年和1968年冬季奥林匹克运动会高山滑雪比赛，获得一枚银牌。